# Pedro Chávarry
Pedro Gonzalo Chávarry Vallejos (Lima, 29 de junio de 1951)  es un abogado peruano. Fue fiscal de la nación desde el 7 de junio de 2018 hasta el 8 de enero de 2019 En febrero de 2013, fue nombrado fiscal supremo titular de la Junta de Fiscales Supremos del Ministerio Público hasta su destitución por la Junta Nacional de Justicia en febrero del 2021, debido a presuntos vínculos con la red criminal "Los Cuellos Blancos", presuntamente vinculada al exjuez Supremo César Hinostroza, y sus acciones contra los fiscales a cargo de la investigación del Caso Lava Jato, que involucra a la excandidata presidencial Keiko Fujimori. También fue integrante del pleno del Jurado Nacional de Elecciones.

## Biografía
Es un abogado egresado de la Universidad San Martín de Porres (1979) y doctor en Derecho de la Universidad Nacional Federico Villarreal. (2015)
Inició la carrera judicial como secretario titular del Tribunal Correccional de Lima, en 1980, y un año después asumió el cargo de juez de paz letrado de Lima.
En 1994 fue designado fiscal adjunto superior. En el 2002, se le retiró la confianza en el Consejo Nacional de la Magistratura, sin embargo, fue reincorporado luego de un acuerdo con el Estado, ordenado por la Comisión Interamericana de Derechos Humanos.
En enero de 2011, fue designado fiscal supremo titular de la Fiscalía Suprema en lo Contencioso. También fue titular en la Primera Fiscalía Suprema en lo Penal, la Segunda Fiscalía Suprema en lo Penal y la Fiscalía Suprema de Control Interno.
En el 2017, asumió la presidencia de la Academia de la Magistratura para el período 2017-2018.
El 7 de junio de 2018, fue elegido por Junta de Fiscales Supremos del Ministerio Público como fiscal de la nación para el periodo 2018-2021. El 3 de julio, el Consejo Nacional de la Magistratura lo ratificó por unanimidad como fiscal supremo.
El 19 de julio de 2018, se difundió un audio entre el juez Hinostroza y el electo fiscal de la nación, Pedro Chávarry. El 20 de julio de 2018, juró como fiscal de la nación.
El 7 de enero de 2019, Chávarry señaló que presentaría su carta de renuncia el 8 de enero, ante la Junta de Fiscales Supremos. El mismo día, la junta aceptó la renuncia de Chávarry y nombró a la fiscal supremo titular Zoraida Ávalos como nueva fiscal de la nación interina.
El 1 de febrero del 2021, el Pleno de la Junta Nacional de Justicia destituyó al entonces fiscal supremo, por sus presuntos vínculos con la red criminal Los Cuellos Blancos del Puerto. Además, por el ingreso irregular a las oficinas del Ministerio Público, tras esto, queda impedido de ejercer el cargo de magistrado dentro de la institución.

## Controversias

### Caso Cuellos Blancos
Chávarry ha sido incluido en el informe de la fiscal, sobre crimen organizado, donde se le considera como parte de la organización criminal "Los Cuellos Blancos del Puerto," junto con otros trece magistrados del Consejo Nacional de la Magistratura (CNM), del Poder Judicial y del Ministerio Público.
El nombramiento de Pedro Chavarry es cuestionado por la alteración de sus notas en el proceso de nombramiento. También ha sido acusado de mentir en relación con la reunión que mantuvo con el exjuez César Hinostroza y varios periodistas que tenía como fin apuntalar su postulación para fiscal de la nación, que inicialmente había negado, sin embargo, el 30 de julio se difundió una conversación telefónica entre César Hinostroza y Pedro Chávarry en la cual el ya fiscal de la nación, aseguraba, que sí acudiría a esta reunión, la que se realizó 29 de mayo. Así, finalmente, Pedro Chavarry, admitió que mintió, "por defender la institucionalidad de la institución: La Fiscalía". Frente a estas acusaciones que buscaban inhabilitar al fiscal, el mismo refirió:

Si por mentir me van a inhabilitar, todos los abogados tendríamos que dejar el Colegio de Abogados.

### Caso Odebrecht: deslacrado de oficinas
El 5 de enero del 2019, Pedro Chávarry, entonces fiscal de la nación, fue captado por las cámaras de seguridad del Ministerio Público, junto a otras personas que también ingresaron a la oficina de su asesor, Juan Manuel Duarte, para retirar documentos.
La oficina había sido lacrada por el fiscal José Domingo Pérez, en el marco de una investigación al financiamiento del partido político Fuerza Popular. En un primer momento, Rosa María Venegas, exasesora de Chávarry, dijo haber ingresado a las oficinas lacradas por iniciativa propia, pero luego, en el marco de las investigaciones, cambio su versión y declaró que (ella y alguien más) ingresaron por orden de Chávarry.
Chávarry dijo, en un primer momento, que no tuvo nada que ver con el ingreso a la oficina lacrada. Atribuyó este, a una coincidencia, de haber sido captado por las cámaras en compañía de las personas que ingresaron al ambiente.
La hipótesis del fiscal José Domingo Pérez es que Chávarry ordenó el deslacrado para retirar documentos que probarían sus vínculos con el partido Fuerza Popular.[cita requerida]

### Caso Lava Jato: remoción de fiscales
El 21 de agosto de 2019, el juez supremo de investigación preparatoria Hugo Núñez Julca resolvió abrir proceso penal contra el exfiscal de la nación, Pedro Chávarry (actualmente fiscal supremo), por la presunta comisión del delito de encubrimiento real. Chávarry fue denunciado por la remoción de los fiscales José Domingo Pérez y Rafael Vela del Equipo Especial Lava Jato (ocurrido el 31 de diciembre de 2018), y por solicitar información sobre el estado del proceso de colaboración con la empresa Odebrecht. Se trataba del único delito que el Congreso aprobó el 24 de julio de 2019 para que se investigara al exfiscal de la nación, el menor de todos ellos, cuya pena máxima es de dos años de prisión (que en la práctica no es efectiva). Las otras denuncias constitucionales contra Chávarry fueron rechazadas por el Congreso, lo que originó la sospecha de un «blindaje»; esta fue una de las razones por la que se acentuó la crisis política que desembocó en el cierre del Congreso el 30 de septiembre del mismo año.
El fiscal adjunto supremo titular Alcides Chinchay Castillo fue el encargado de presentar los cargos contra el fiscal supremo, señalando que la intención de Chávarry al solicitar información sobre el proceso de colaboración eficaz con Odebrecht, era acceder a los datos para filtrarlos a personas investigadas y trabar las acciones del equipo Especial Lava Jato. Asimismo, Chinchay dijo que la remoción de los fiscales Vela y Pérez, habría tenido por finalidad frustrar el proceso de colaboración eficaz con la empresa Odebrecht y, por tanto, anular las pruebas de la investigación hasta entonces recabadas fruto de ese acuerdo.[cita requerida]
En noviembre de 2019, se reveló que Chávarry habría actuado presuntamente bajo intereses del partido Fuerza Popular, con mayoría en el Congreso ya disuelto, esto tras el testimonio de Jorge Yoshiyama, quien dijo que Chávarry usó como intermediario al entonces congresista y vocero de Fuerza Popular, Daniel Salaverry, coordinando un apoyo mutuo para frustrar la labor del Equipo Lava Jato. Fue la misma Keiko Fujimori quien le dijo a Salaverry que se reuniera con Chavarry y se le apoyara en todo lo necesario como fiscal de la nación (las pruebas serían los denominados chats de La Botica), en otra oportunidad, esta le pidió a Salaverry que le entregara una copia de la agenda del expresidente Pedro Pablo Kuczynski que le fue incautada en un allanamiento a su propiedad en marzo de 2018, cosa que Salaverry no realizó por considerarlo ilegal.
Pero el juez Hugo Núñez concluyó que los hechos imputados a Chávarry «no se subsumen» en el presunto delito de encubrimiento real, por lo que dispuso su archivamiento. La fiscal suprema adjunta Bersabeth Revilla anunció que apelaría dicha decisión.
En julio de 2020, El tribunal supremo acogió así las apelaciones que presentaron el Ministerio Público y la procuraduría del Poder Judicial a fin de dejar sin efecto la decisión del juez supremo Hugo Núñez Julca, respecto del pedido de Chávarry para archivar el proceso. Tras ello, el fiscal supremo Pedro Chávarry continuará afrontando el proceso penal por la remoción de Rafael Vela y José Domingo Pérez Gómez del Equipo Especial del caso Lava Jato cuando fue titular del Ministerio Público. Además de solicitar que se le entregue información reservada sobre el acuerdo de colaboración eficaz entre el Ministerio Público y la empresa brasileña Odebrecht.
En agosto del 2020, la Corte Suprema acogió el pedido del Ministerio Público y ordenó la suspensión preventiva, durante dieciocho meses, de Pedro Chavarry como fiscal supremo.